# Betta obscura
Betta obscura es una especie de pez de la familia Osphronemidae. Es originario de la isla de Borneo.

## Taxonomía
Betta obscura fue descrita por primera vez por los singapurenses Heok Hui Tan (ictiólogo) y Peter Kee Lin Ng (carcinólogo) y publicada en The Raffles Bulletin of Zoology (13): 43-99 en 2005.